# Przełęcz Półgórska
Przełęcz Półgórska (słow. sedlo Pod Beskydom, 809 m) – przełęcz w Grupie Pilska w Beskidzie Żywiecko-Orawskim, między szczytami Beskidu Krzyżowskiego (także Szelust, 923 m) i Jaworzyny (1047 m). Grzbietem, na którym znajduje się przełęcz przebiega, granica polsko-słowacka. Polskie, północno-zachodnie zbocza przełęczy są w dużym stopniu bezleśne, zajęte przez pola i zabudowania miejscowości Krzyżówki. Ze zboczy tych spływa potok Krzyżówka. Słowackie, południowo-wschodnie zbocza są całkowicie porośnięte lasem. Nieco poniżej przełęczy trawersuje je droga, ale zamknięta dla pojazdów.
Przy szlaku turystycznym po polskiej stronie Przełęczy Półgórskiej stoi samotna opuszczona chata, ambona myśliwska i rozlatujący się letniak. Obecnie przez przełęcz brak dobrej drogi łączącej Polskę ze Słowacją. Dawniej jednak, zanim wybudowano drogę przez przełęcz Glinne, właśnie przez Przełęcz Półgórską prowadziła główna droga łącząca Orawę z Żywiecczyzną. Używana była przynajmniej od XV wieku, a nazywała się Drogą Miedziową lub Thurzową. Pierwsza nazwa pochodziła stąd, że z ówczesnych Węgier (zwłaszcza w XVI w.) drogą tą wożono na Śląsk głównie miedź (w rzeczywistości miedź ta pochodziła z kopalń i zakładów hutniczych zlokalizowanych w rejonie Bańskiej Bystrzycy na dzisiejszej Słowacji), oraz wina, druga nazwa pochodziła od węgierskiego rodu Thurzonów (właścicieli wraz z Fuggerami, głównych organizatorów handlu miedzią w ówczesnej Europie).
Przez Przełęcz Półgórską prowadził też dawniej popularny szlak turystyczny na Babią Górę. Zazwyczaj w tym celu w miejscowości Krzyżówki wynajmowano konie z przewodnikiem lub furmankę, wyjeżdżano nimi na przełęcz, następnie zjeżdżano do doliny potoku Półgórzanka, nią podjeżdżano pod Przełęcz Jałowiecką Południową i dopiero stąd pieszo udawano się na Babią Górę przez Małą Babią Górę.
Polskie stoki przełęczy znajdują się w granicach wsi Krzyżówki w województwie śląskim, w powiecie żywieckim, w gminie Jeleśnia.

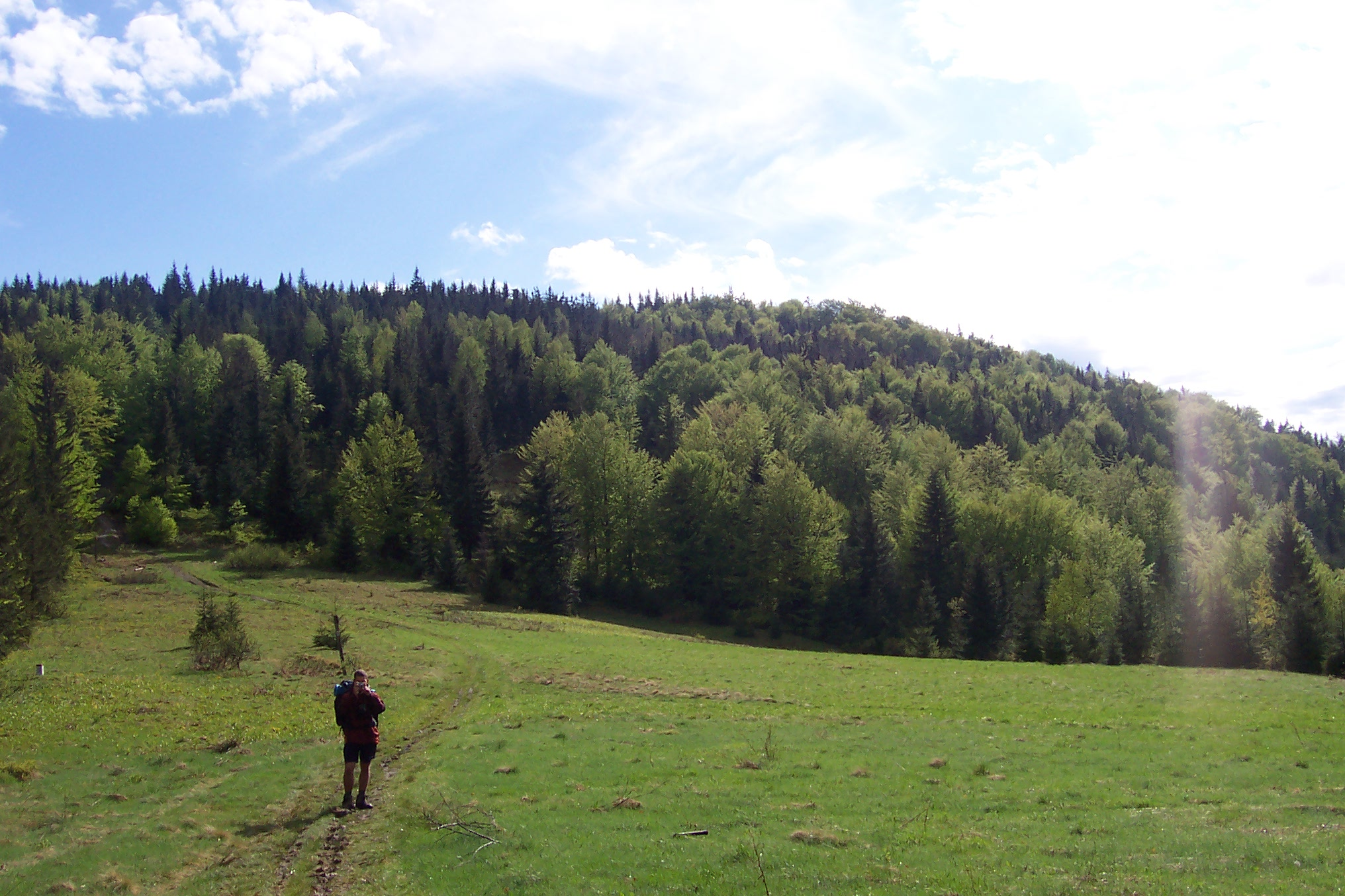
Przełęcz Półgórska i Beskid Krzyżowski

## Szlaki turystyczne
Główny Szlak Beskidzki na odcinku: schronisko PTTK na Hali Miziowej – przełęcz Glinne – Beskid Krzyżowski – Przełęcz Półgórska – Jaworzyna – Mędralowa
  słowacki szlak graniczny